# On n'est pas des pigeons !
Ne doit pas être confondu avec On n'est plus des pigeons !.
On n'est pas des pigeons ! (abrégé en ONPP) est un magazine de consommation quotidien, diffusé sur la Une (RTBF) à 18 h 30 présenté par Sébastien Nollevaux jusqu'en juin 2018, Benjamin Maréchal jusqu'au 18 mars 2022, puis en duo par Thibaut Roland et Fanny Jandrain depuis le 21 mars 2022. Cette émission est diffusée en radio depuis  le 3 septembre 2012 sur VivaCité de 10 h 30 à 12 heures.
Cette émission quotidienne (du lundi au vendredi) permet, autour d'une équipe de chroniqueurs, de décrypter les codes marketing pour que le consommateur puisse faire son choix sans se faire avoir.

## Historique
Jusqu'en 2012, le chroniqueur Samy Hosni y fait revivre, la chronique des Grands Travaux Inutiles (qui a été créée en 1986 par Jean-Claude Defossé)[source insuffisante].
Depuis 2015, l'émission est produite par Xavier Guillitte
À partir de septembre 2018, l'émission fait peau neuve avec un tout nouveau studio et un nouveau présentateur en dépit d'audiences déclinantes. Cette nouvelle saison est la meilleure depuis le début de l'émission en battant les records d'audience, avec plus de 200 000 téléspectateurs par jour en moyenne avec une part de marché de 19,2 % en moyenne avec un premier record à 253 000 téléspectateurs et 21 % de part de marché : la nouvelle formule fut donc un franc succès.
Le 6 octobre 2019, La Une diffuse un prime sur les 10 plus grandes arnaques, suivi par  plus de 450 000 télespectateurs avec une part de marché de 33.8 %, ce qui laisse supposer que d'autres primes seront organisés à l'avenir. 
Depuis septembre 2019, plus de 230 000 téléspectateurs suivent en moyenne l’émission. Avec un nouveau record atteint le 5 octobre 2019 : 271 000 téléspectateurs avec 23.9 % de part de marché pour la quotidienne .
Le 20 décembre 2021, l'animateur Benjamin Maréchal annonce sur ses réseaux sociaux son départ de la RTBF pour développer la production digitale du groupe Sudpresse,. Il présente l'émission pour la dernière fois le 18 mars 2022.
Le 24 février 2022, la RTBF annonce que la présentation sera assurée en duo par Thibaut Roland et Fanny Jandrain, déjà chroniqueurs permanents de l'émission, à partir du 21 mars 2022.

## Présentation
- Sébastien Nollevaux (21/3/2011-15/6/2018)
- Benjamin Maréchal (3/9/2018 - 18/3/2022)[10]
- Thibaut Roland et Fanny Jandrain (mars 2022 - août 2024)
- Simon François et Fanny Jandrain (septembre 2024 - présent)

## Chroniqueurs
Chroniqueurs TV Plateau
- Carlo de Pascale (2011-présent)
- Thibaut Roland (2017-2024)
- Benjamin Maréchal (2011-2016) (2018-2022)
- Fanny Jandrain (2019-présent)
- Cyril Detaeye (2016-présent) occasionnel
- Annie Allard (2011-présent) occasionnel
- Jessica Riga (2021-présent)
- Laetitia Lange (2021-présent) occasionnel
- Luana Fontana (2021-présent) occasionnel
- Hugues Hamelynck (2022-présent) occasionnel

Chroniqueurs TV Terrain
- Samy Hosni (2013-présent)
- Julie Compagnon (2015-présent)
- Marc Oschinsky (2011-présent)
- Caroline Veyt (2011-2013)
- Esteban van pieperzeel (2015-2018)

2022-présent Journaliste en France sur Esteban Skincare 

## Anciens chroniqueurs
- Christophe Bourdon (2011-2016)
- Hubert Mestrez (2011-2019)
- Raphaël Scaïni (2011-2018)
- Maya Cham (2011-2015)
- Jean-Marie De Bol (2015-2016)
- Sibylle Le Grand (2014)
- Florence Hainaut (2013-2016)
- Michaël Miraglia (2011-2015)
- Anne Laure Macq (2011-2018)
- Xavier Guillitte (2011-présent en tant que producteur)